# Thaistare
Thaistare (Gracupica floweri) är en fågel i familjen starar inom ordningen tättingar.

## Utbredning och systematik
Fågeln förekommer från södra och östra Myanmar och södra Kina till Thailand, Laos och Kambodja. Tidigare behandlades de snom en underart till svartvit stare (Gracupica contra), men urskiljs sedan 2021 som egen art av International Ornithological Congress. Svenska BirdLife Sveriges taxonomiska kommitté och Clements et al följde efter 2022.

## Status och hot
Arten har ett stort utbredningsområde, men tros minska i antal, dock inte tillräckligt kraftigt för att den ska betraktas som hotad. Internationella naturvårdsunionen IUCN listar arten som livskraftig (LC).